# Naturschutzgebiet Heidesee
Koordinaten: 51° 34′ 50″ N, 6° 52′ 42″ O

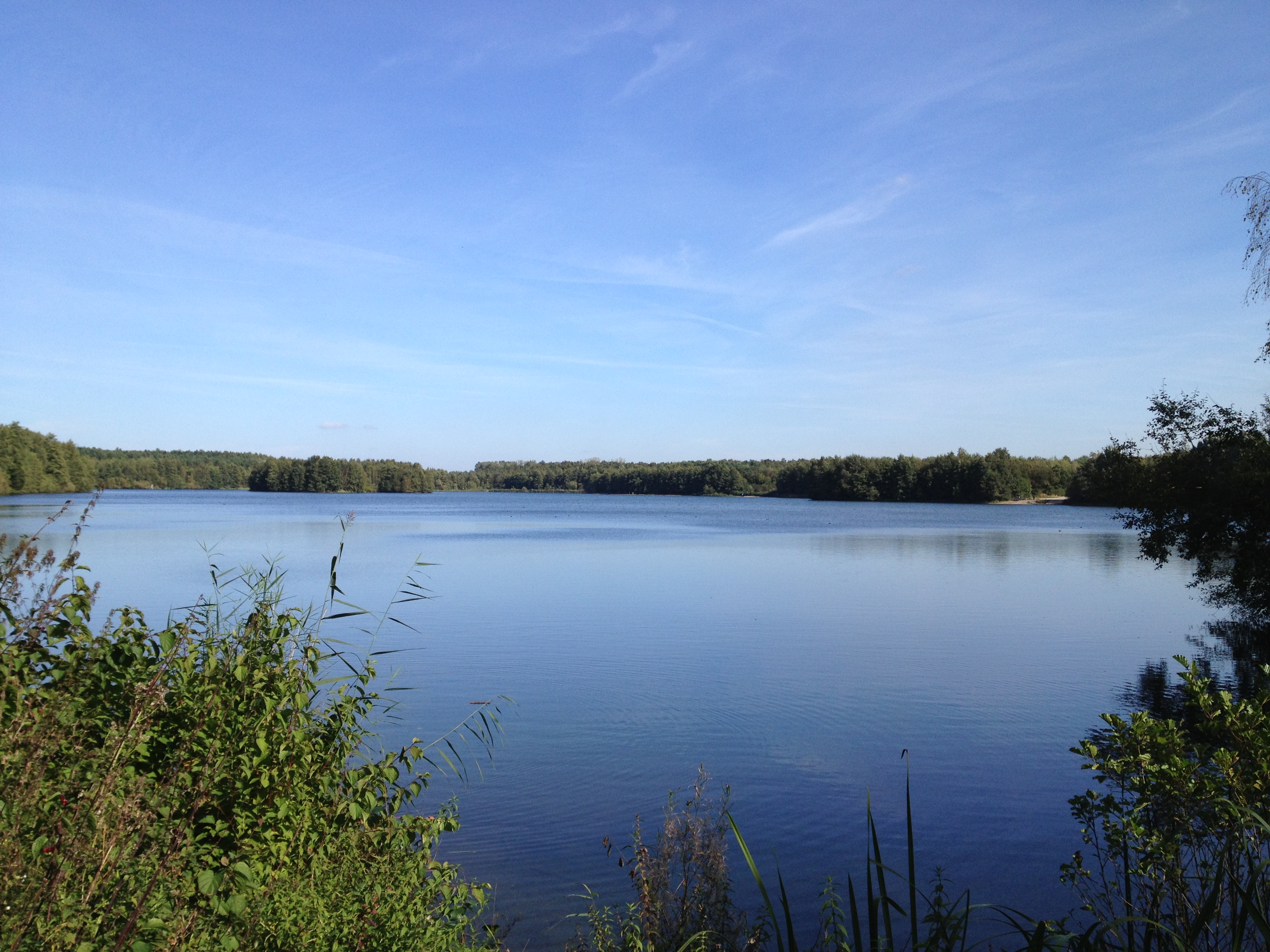
Naturschutzgebiet Heidesee (September 2012)

Das Naturschutzgebiet Heidesee liegt auf dem Gebiet der kreisfreien Stadt Bottrop in Nordrhein-Westfalen. Grafenwald ist ein Stadtteil des Bottroper Stadtbezirks Kirchhellen.
Das Gebiet erstreckt sich nordwestlich der Kernstadt von Bottrop und nordwestlich des Bottroper Stadtteils Grafenwald im Stadtbezirk Kirchhellen. Östlich des Gebietes verläuft die Landesstraße L 621 und südöstlich die Kreisstraße K 11. Westlich direkt anschließend erstreckt sich das etwa 413,5 ha große Naturschutzgebiet (NSG) Kirchheller Heide (BOT-007), östlich liegt das etwa 35,6 ha große NSG Schlehdorn / Kirchhorst (BOT-012) und südlich das etwa 61,0 ha große NSG Grafenmühle im Ortsteil Kirchhellen (BOT-003).

## Bedeutung
Das etwa 54,3 ha große Gebiet wurde im Jahr 2015 unter der Schlüsselnummer BOT-004 unter Naturschutz gestellt. Schutzziele sind der Erhalt und die Optimierung eines rekultivierten Kiesabgrabungsgewässer-Komplexes, insbesondere durch Schutz vor Eutrophierung zur Sicherung der artenreichen Unterwasservegetation mit Armleuchteralgen.